# Kutas megállóhely
Kutas megállóhely egy Somogy vármegyei vasúti megállóhely Kutas településen, a helyi önkormányzat üzemeltetésében. A község lakott területének déli részén található, a vasút és a Nagybajom-Lábod közti 6619-es út szintbeli vasúti kereszteződésének keleti oldalán.

## Vasútvonalak
A megállóhelyet az alábbi vasútvonalak érintik:
- Dombóvár–Gyékényes-vasútvonal

## A megállóhely fejlesztése

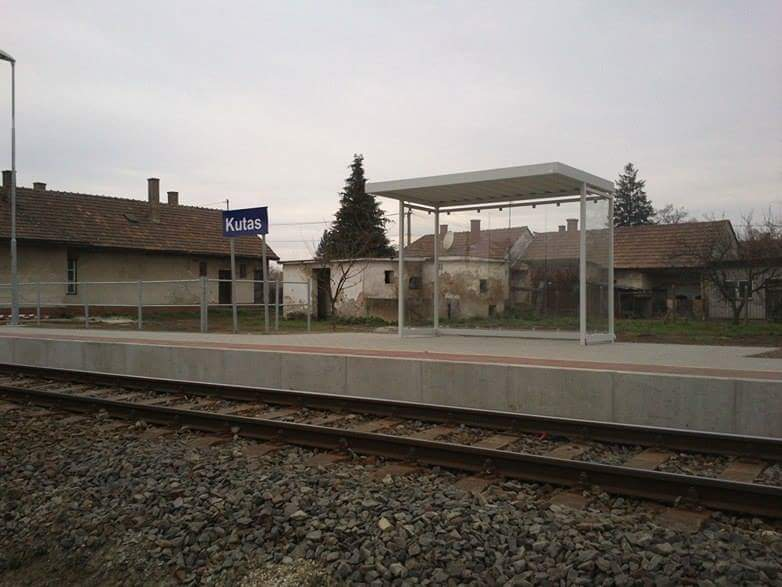
Az esőbeálló és a magasperon

A kutasi vasúti megállóhely 2015-ben alapos átalakításon esett át. Augusztustól szeptemberig a megállóhelyen új magasperon épült, és a közúti átjárót is átalakították. Az új magasperon 160 méter hosszú, 30 cm magas és térkőből van kirakva, ezenkívül került a peronra egy üvegezett esőbeálló, néhány kuka és új villanyoszlop is. Ugyanez megtörtént a gyalogos útátjárónál is, ahol egyúttal a sárga-fekete korlátot is újrafestették. A fentieken túlmenően megnyitották az állomásépületi várótermet is, közel 6 év zártság után.[forrás?]

## Kapcsolódó állomások
A megállóhelyhez az alábbi állomások vannak a legközelebb:
- Jákó-Nagybajom vasútállomás (Dombóvár–Gyékényes-vasútvonal)
- Beleg vasútállomás (Dombóvár–Gyékényes-vasútvonal)

## Forgalom
| Járat            | Útvonal | Gyakoriság     |
| ---------------- | --- | -------------- |
| személyvonat     | Dombóvár – Dombóvár alsó – Nagyberki – Kaposszentjakab – Kaposvár – Kaposújlak – Kaposmérő – Kaposfő – Kiskorpád – Jákó-Nagybajom – Kutas – Beleg – Ötvöskónyi – Somogyszob – Bolhás – Szenta – Zrínyitelep – Csurgó – Gyékényes (– napi 3 pár tovább: Zákány – Őrtilos – Murakeresztúr – Nagykanizsa) | Kb. 2 óránként |
| Somogy InterCity | Budapest-Keleti – Budapest-Kelenföld – Simontornya – Pincehely – Szakály-Hőgyész – Dombóvár – Kaposvár – Kiskorpád – Jákó-Nagybajom – Kutas – Beleg – Ötvöskónyi – Somogyszob – Bolhás – Csurgó – Gyékényes                                                                                            | Napi 1 pár     |